# Siv Ericks
Siv Ericks, egentligen Siv Gustava Ericks-Essy-Ehsing, född Eriksson den 31 juli 1918 i Oxelösund, Södermanlands län, död 3 juli 2005 i Onsala, Hallands län, var en svensk skådespelare.

## Biografi
Siv Ericks scendebuterade åtta år gammal i sin fars lokalrevy. Vid 16 års ålder kom hon med i ett resande teatersällskap. Hon filmdebuterade 1939 i Per-Axel Branners Rosor varje kväll och har sedan medverkat i drygt 65 film- och TV-produktioner. 
Siv Ericks signum var hennes nasala och nästan släpiga röst, något som passade utmärkt i de många komiska roller hon kreerade. Hon var revyprimadonna på många olika teaterscener, bland annat hos Kar de Mumma på Folkan och hos Hagge Geigert på Lisebergsteatern. Hon spelade i komedier med Gösta Bernhard och medverkade i Casinorevyn på Intiman 1973. 
Under 1980-talet fanns hon ofta med i farser på Vasan, bland andra Gamle Adam, Leva loppan och Spanska flugan.
I radion medverkade hon bland annat i Tjugo frågor-satiren Goddag yxskaft, tillsammans med Karl-Arne Holmsten, Gunnar Björnstrand och Martin Ljung.
Hon avled den 3 juli 2005 och begravdes den 5 augusti samma år på Nya kyrkogården i Onsala.

### Privatliv
Ericks gifte sig 1942 med köpman Albert Essy-Ehsing (1914–1999); därefter var det folkbokförda efternamnet Ericks-Essy-Ehsing.

## Filmografi i urval
- 1939 – Rosor varje kväll
- 1941 – Stackars Ferdinand
- 1941 – Så tuktas en äkta man
- 1941 – Söderpojkar
- 1942 – Farliga vägar
- 1942 – Morgondagens melodi
- 1946 – Eviga länkar
- 1947 – Nattvaktens hustru
- 1950 – Åsa-Nisse på jaktstigen
- 1953 – I dur och skur
- 1954 – En lektion i kärlek
- 1954 – Sju svarta "Be-Hå"
- 1954 – Gula divisionen
- 1955 – Bröderna Östermans bravader
- 1955 – Den glade skomakaren
- 1955 – Stampen
- 1955 – Kvinnodröm
- 1955 – Flicka i kasern
- 1956 – Litet bo
- 1956 – Ratataa
- 1956 – Lille Fridolf och jag
- 1956 – Rasmus, Pontus och Toker
- 1956 – Skorpan
- 1956 – Sjunde himlen
- 1957 – Sommarnöje sökes
- 1957 – Med glorian på sned
- 1957 – Mästerdetektiven Blomkvist lever farligt
- 1958 – Du är mitt äventyr
- 1958 – Kvinna i leopard
- 1958 – Musik ombord
- 1959 – Fly mej en greve
- 1959 – 91:an Karlsson muckar (tror han)
- 1959 – Enslingen i blåsväder
- 1959 – Fridolfs farliga ålder
- 1959 – Varuhuset (TV-film)
- 1960 – Domaren
- 1960 – Kärlekens decimaler
- 1961 – Svenska Floyd
- 1962 – En nolla för mycket
- 1964 – Blåjackor
- 1964 – Tre dar på luffen
- 1964 – Svenska bilder
- 1965 – Niklasons (TV-serie)
- 1967 – En sån strålande dag
- 1969 – Pippi Långstrump (TV-serie)
- 1971 – Exponerad
- 1971 – Lockfågeln
- 1971 – 47:an Löken
- 1972 – Skärgårdsflirt (TV-serie)
- 1973 – Här kommer Pippi Långstrump
- 1974 – Vita nejlikan eller Den barmhärtige sybariten
- 1975 – Kom till Casino
- 1975 – Maria
- 1976 – Hallo Baby
- 1977 – Himmel och pannkaka (TV-serie)
- 1978 – Dagar med Knubbe (TV-serie)
- 1978 – Lyftet
- 1978–1982 – Hedebyborna (TV-serie)
- 1980 – Blomstrande tider
- 1981 – Babels hus (TV-serie)
- 1982 – Ingenjör Andrées luftfärd
- 1982 – Fanny och Alexander
- 1983 – Spanska flugan (TV-film)
- 1985 – Examen
- 1989 – Ture Sventon, privatdetektiv (TV-serie)
- 1994 – Illusioner

## Teater

### Roller (ej komplett)
| År   | Roll                                | Produktion                                                                             | Regi                         | Teater                                              |
| ---- | ----------------------------------- | -------------------------------------------------------------------------------------- | ---------------------------- | --------------------------------------------------- |
| 1939 | Lucette                             | Christian Yvan Noé                                                                     | Martha Lundholm              | Vasateatern                                         |
| 1939 | Fröken Wehner                       | Konserten Hermann Bahr                                                                 | Martha Lundholm              | Vasateatern                                         |
| 1940 |                                     | Puzzlespel Kaj Munk                                                                    | Oscar Winge                  | Vasateatern                                         |
| 1940 |                                     | Här dansar Kalle Karlsson Sigge Fischer                                                |                              | Klippans sommarteater                               |
| 1940 | Dottern                             | Mammas förflutna Paul Osborn                                                           |                              | Vasateatern                                         |
| 1940 | Annette                             | Eldprovet Henry Kistemaeker                                                            | Martha Lundholm              | Vasateatern                                         |
| 1940 | Gerd                                | Idag blir igår Martha Lundholm                                                         | Martha Lundholm              | Vasateatern                                         |
| 1941 | Jenny                               | Trötte Teodor Max Neal och Max Ferner                                                  | Olof Molander                | Vasateatern                                         |
| 1941 |                                     | Han som kom till middag George S. Kaufman och Moss Hart                                | Martha Lundholm              | Vasateatern                                         |
| 1941 | Martha                              | Kan man lita på Peter? Johann von Bokay                                                | Martha Lundholm              | Vasateatern                                         |
| 1942 | Kay Morgan                          | Kid Jackson Marcel Achard                                                              | Olof Molander                | Vasateatern                                         |
| 1942 | Löjtnantens fru                     | Flykten från Paris Lo Håkansson                                                        | Martha Lundholm              | Vasateatern                                         |
| 1951 | Medverkande                         | Vi valsar igen, revy Nils Perne och Sven Paddock                                       | Sven Paddock                 | Scalateatern                                        |
| 1952 | Medverkande                         | Här håller vi hus, revy Nils Perne, Sven Paddock, Lars Perne och Carl-Gustaf Lindstedt | Sven Paddock                 | Scalateatern                                        |
| 1955 | Medverkande                         | Flyttkalas, revy Kar de Mumma                                                          | Leif Amble-Naess             | Folkan                                              |
| 1959 | Eurydike                            | Orfeus Nilsson, revy Gösta Bernhard och Stig Bergendorff                               | Gösta Bernhard Olof Thunberg | Blancheteatern                                      |
| 1960 | Content Delville                    | Äktenskapskarusellen Leslie Stevens                                                    | Gustaf Molander              | Lisebergsteatern Senare flyttad till Blancheteatern |
| 1963 |                                     | Gungstolen Hasse Ekman                                                                 | Hasse Ekman                  | Lisebergsteatern                                    |
| 1964 | Cyrenne                             | Harskramlan Charles Dyer                                                               | Hasse Ekman                  | Lisebergsteatern                                    |
| 1964 | Agnes                               | Himmelssängen Kai Normann Andersen och Poul Henningsen                                 | Herman Ahlsell               | ABC-teatern Senare flyttad till Lisebergsteatern    |
| 1966 | Medverkande                         | AHA, revy Gösta Bernhard och Stig Bergendorff                                          | Bo Hermansson                | Lisebergsteatern                                    |
| 1968 | Fröken Furnival                     | Black Comedy Peter Shaffer                                                             | Hasse Ekman                  | Intiman                                             |
| 1969 | Karen Nash Muriel Tate Norma Hubley | Plaza Hotel Neil Simon                                                                 | Bo Hermansson                | Lisebergsteatern                                    |
| 1971 | Medverkande                         | Kar de Mummas nyårsrevy, revy Kar de Mumma                                             | Hasse Ekman                  | Folkan                                              |
| 1972 | Amanda                              | Privatkiv Noël Coward                                                                  | Sven Lindberg                | Lisebergsteatern                                    |
| 1975 | Medverkande                         | Utan en tråd, revy Hagge Geigert                                                       |                              | Lisebergsteatern                                    |
| 1976 | Sarah                               | Familjens Don Juan Alan Ayckbourn                                                      | Per Gerhard                  | Vasateatern                                         |
| 1977 | Donna Lucia d'Alvadorez             | Charleys tant Brandon Thomas                                                           | Per Gerhard                  | Vasateatern                                         |
| 1978 | Fru Bradman                         | Min fru går igen Noël Coward                                                           | Per Gerhard                  | Vasateatern                                         |
| 1979 | Delia                               | Sängkammarfars Alan Ayckbourn                                                          | Per Gerhard                  | Vasateatern                                         |
| 1980 | Faye Medwick                        | Vågar vi älska Neil Simon                                                              | Per Gerhard                  | Vasateatern                                         |
| 1981 | Rådmanskan Fjällner                 | Spanska flugan Franz Arnold och Ernst Bach                                             | Per Gerhard                  | Vasateatern                                         |
| 1983 | Belinda Blair                       | Rampfeber Michael Frayn                                                                | Per Gerhard                  | Vasateatern                                         |
| 1984 |                                     | Gamle Adam Franz Arnold och Ernst Bach                                                 | Per Gerhard                  | Vasateatern                                         |
| 1986 |                                     | Leva loppan Georges Feydeau                                                            | Pierre Fränckel              | Vasateatern                                         |
| 1989 | Donna Lucia d'Alvadorez             | Charleys tant Brandon Thomas                                                           | Per Gerhard                  | Vasateatern                                         |
| 1991 |                                     | Sköna Helena Jacques Offenbach, Henri Meilhac och Ludovic Halévy                       | Georg Malvius                | Vasateatern                                         |